# ايرثكشر لشهادات التوافقية مع الشريعة اليهودية
إيرثكشر هي وكالة تعتمد شهادات التوافقية مع الشريعة اليهودية, ومقرها في بولدر,  كولورادو, ولديها مكاتب في نيويورك والقدس. ولهذا فإن شهادة التوافق مع الشريعة اليهودية تعتمد على أسس عالمية.

## تاريخ ايرثكشر
أسس الحبرزوشاري جولدمان وكالة ايرثكشر في عام 2004, وتولى فيها منصب المدير التنفيذي. كان أحد مديرين ايرثكشير الحبر زوشي يوسف بليش, مشرفًا على جميع الشركات الحاصلة على شهادات كشير المعتمدة من الوكالة, وتحديد معايير وسياسات التوافق. وهو يرصد حاليًا أكثر من 400 شركة في أكثر من 20 دولة حول العالم. ويعمل الحبر يهودا جولدمان كمدير للعمليات في ايرثكشر. بالإضافة إلى شهادة كشير  توفر وكالة ايرثكشر شهادات إضافية بما في ذلك شهادة تضمن أن الطعام نباتي, أو يتبع حمية العصر الحجري أو غير معدل وراثيًا. يسمح ذلك بتيسير عملية الحصول على شهادات الضمان بالنسبة للشركات بنيلها كلها من مكان واحد.

## الاعتراف الصناعي
وكالة إيرثكشر هي عضو في جمعية منظمات كاشرس, والمعترف بها من قبل الحبر إليعازر إيدليتز.